# Metalectra praecisalis
Metalectra praecisalis là một loài bướm đêm trong họ Erebidae.